# Оренбург – Казань (етанопровід)
Етанопровід Оренбург — Казань — трубопровід, призначений для транспортування етанової фракції, виділеної на Оренбурзькому газопереробному заводі, до заводу етилену нафтохімічного комплексу «Казаньоргсинтез».
Природний газ унікального за розмірами Оренбурзького газоконденсатного родовища окрім метану містить велику кількість інших компонентів, у тому числі етан, який є цінною сировиною для нафтохімічного виробництва. Масштабна розробка родовища розпочалась в кінці 1970-х (зокрема, завдяки спорудженню експортного газопроводу «Союз»), що забезпечило великі обсяги виробництва зріджених вуглеводневих газів. Споживачем етану при цьому повинен був стати комплекс «Казаньоргсинтез», який вже до того почав отримувати цю сировину з Міннібаєвського ГПЗ, хоч і у значно менших кількостях ніж міг забезпечити Оренбурзький ГПЗ. Для доставки етану до єдиного споживача спорудили трубопровід від Оренбурзського ГПЗ до району села Аппаково в Альмет'ївському районі Татарстану. Тут він приєднувався до побудованого десятьма роками раніше етанопроводу Міннібаєво — Казань, а тому отримав назву «Оренбург — Казань».
Спорудження етанопроводу «Оренбург — Казань» завершили у 1981-му, а наступного року він був переданий у повноцінну експлуатацію.
На відміну від працюючого з етаном у докритичному стані Міннібаєво — Казань, трубопровід Оренбург Казань розрахований на транспортування цієї речовини у зверхкритичному стані. Для його спорудження використали труби діаметром 300 мм, а довжина трубопроводу від початкової точки до вузла заміру та редукування Аппаково складає 435 км. Після Аппаково прокладена з'єднувальна ділянка 500 мм з переходом на 700 мм та врізкою в Міннібаєво — Казань.
У 2013 році обсяг транспортування етану з Оренбурзького ГПЗ склав 402 тисячі тонн, що втричі більше від подачі цього продукту з Міннібаєвського ГПЗ.